# Lac de Velimáchi
Le lac de Velimáchi, en grec moderne : Λίμνη Βελιμαχίου / Límni Velimachíou, également appelé réservoir de Daská (Λιμνοδεξαμενή Ντασκά), est un lac de barrage d'Achaïe, dans le Péloponnèse, en Grèce-Occidentale. 
Il est créé en 2014, après la construction d'un petit barrage à proximité du village homonyme, sur la rivière Splithária (Σπλιθάρια) qui se jette dans le lac d'Astéri.